# Belyje Berega (Kursk)
Belyje Berega (russisch Белые Берега) ist ein Dorf (derewnja) in der Oblast Kursk in Russland. Es gehört zum Rajon Konyschowka und zur Landgemeinde (selskoje posselenije) Naumowski selsowjet.

## Geographie
Der Ort liegt gut 85 km Luftlinie nordwestlich des Oblastverwaltungszentrums Kursk im südwestlichen Teil der Mittelrussischen Platte, 24 km nordwestlich des Rajonverwaltungszentrums Konyschowka, 11 km vom Sitz des Dorfsowjet – Naumowka, 44 km von der Grenze zwischen Russland und der Ukraine, am Fluss Swapa (Nebenfluss des Seim).

### Klima
Das Klima im Ort ist wie im Rest des Rajons kalt und gemäßigt. Es gibt während des Jahres eine erhebliche Niederschlagsmenge. Dfb lautet die Klassifikation des Klimas nach Köppen und Geiger.

## Bevölkerungsentwicklung
| Jahr | Einwohner |
| ---- | --------- |
| 2002 | 14        |
| 2010 | 4         |

Anmerkung: Volkszählungsdaten

## Verkehr
Belyje Berega liegt 36 km von der Fernstraße föderaler Bedeutung M3 „Ukraina“ (Moskau – Kaluga – Brjansk – Grenze zur Ukraine), 56 km von der Straße M2 „Krim“ (Moskau – A142/Trosna – Grenze zur Ukraine), 16 km von der Straße A 142 (Trosna – M3 Ukraina), 14 km von der Straße regionaler Bedeutung 38K-038 (Fatesch – Dmitrijew), 23 km von der Straße 38K-005 (Konyschowka – Schigajewo – 38K-038), 2,5 km von der Straße 38K-003 (Dmitrijew – Berjosa – Menschikowo – Chomutowka), an der Straße interkommunaler Bedeutung 38N-461 (Makaro-Petrowskoje – Belyje Berega) und 8,5 km vom nächsten Bahnhof Arbusowo (Eisenbahnstrecken Nawlja – Lgow-Kijewskij und Arbusowo – Luschki-Orlowskije) entfernt.
Der Ort liegt 182 km vom internationalen Flughafen von Belgorod entfernt.